# Picca

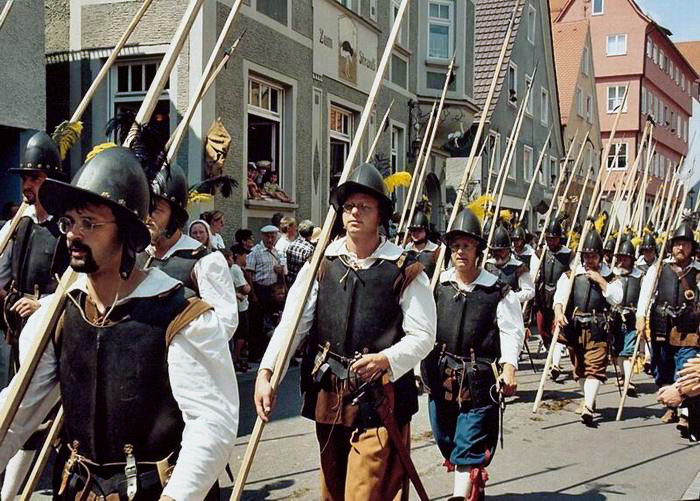
Rievocazione moderna in costume di una compagnia di picchieri del XVII secolo

La picca è un'arma inastata costituita da una punta metallica di varie forme e fogge montata su un'asta di legno (generalmente frassino), della lunghezza variabile tra i 4 e i 6 metri.
Utilizzata sin dall'antichità, il suo uso crebbe dal XII secolo in poi; la sua comparsa sui campi di battaglia sconvolse le formazioni di cavalleria che si infrangevano su queste lunghe e potenti armi, mentre un gran numero di uomini, anche poco addestrati, popolò gli scontri dell'epoca, venendo impiegata fino al XVIII secolo.

## Storia

### Età antica

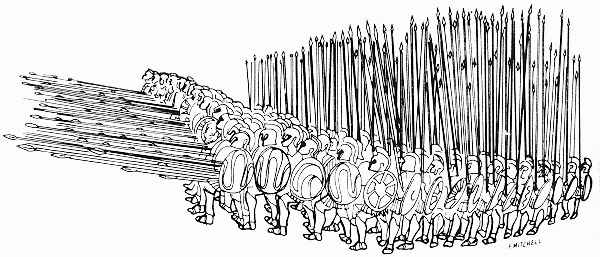
Una falange macedone.

L'origine della picca si può fare risalire all'incirca al 3800 a.C., adottata prevalentemente dagli eserciti delle potenze che si affacciavano sul mare Egeo. Il più significativo impiego della picca nell'epoca antica è certamente rappresentato dall'utilizzo da parte degli eserciti macedoni della "sarissa", un'arma del tutto simile alla picca che veniva impiegata nella tipica formazione a falange. Le tattiche macedoni consentirono ad Alessandro Magno di conquistare, in circa dieci anni, l'immenso impero persiano, sconfiggendo ogni esercito che tentò di ostacolarlo.
La falange rimase la formazione distintiva di combattimento di tutti i regni ellenistici e perse il suo predominio tattico soltanto quando l'esercito romano, con la sua flessibilità basata sulla legione, non la sconfisse ripetutamente.
La picca avrebbe quindi conosciuto una fase di declino, per poi ricomparire come arma negli eserciti del Tardo Impero e dell'Impero bizantino, in corrispondenza dell'abbandono delle precedenti tattiche romane.

### Medioevo
In Europa occidentale la picca fu introdotta in combattimento nel corso del Basso Medioevo da parte di forze scarsamente addestrate formate da miliziani, come i fiamminghi e gli scozzesi, e in mano a tali forze dimostrò la propria efficacia nel respingere la potente e addestrata cavalleria feudale: nel 1302 i cavalieri francesi furono decisamente respinti dalle milizie fiamminghe nella battaglia di Courtrai, detta "degli speroni d'oro", mentre il 1314 vide la sconfitta delle forze inglesi che tentavano di sottomettere la Scozia nella battaglia di Bannockburn, dove gli scozzesi si disposero in formazioni difensive chiuse dette schiltron.
Non sempre tuttavia la picca permetteva di sconfiggere gli avversari, e venne presto alla luce la vulnerabilità delle formazioni di picchieri alle armi da lancio e all'artiglieria, nonché la vulnerabilità dei loro fianchi: nel 1333 gli schiltron scozzesi furono annientati dalle nuove tattiche inglesi basate sull'arco lungo nella battaglia di Halidon Hill, mentre nel 1382, nella battaglia di Roosebeke, le forze francesi sconfissero i fiamminghi grazie al tiro delle balestre e a una carica sul fianco scoperto degli avversari.
In Italia, fin dai primi decenni del Duecento, la picca (chiamata lancia lunga) cominciò a diffondersi all'interno degli eserciti comunali, tanto da divenire tra fine del XIII secolo e i primi decenni del Trecento una delle principali armi delle fanterie italiane. Tuttavia, intorno alla metà XIV secolo, il suo impiegò risultò più raro, anche se, forse per influenza delle nascenti fanterie svizzere, verso la fine del secolo e soprattutto nello stato Visconteo, l'uso della lancia lunga riprese vigore. Da un decreto emanato da Gian Galeazzo Visconti nel 1391 siamo informati che tali armi dovevano essere lunghe come minimo 10 piedi milanesi (4.35 metri) e la parte terminale andava protetta da rinforzi metallici per impedire che, data la loro lunghezza, i nemici la potessero tagliare o spezzare.

### Il "Rinascimento"

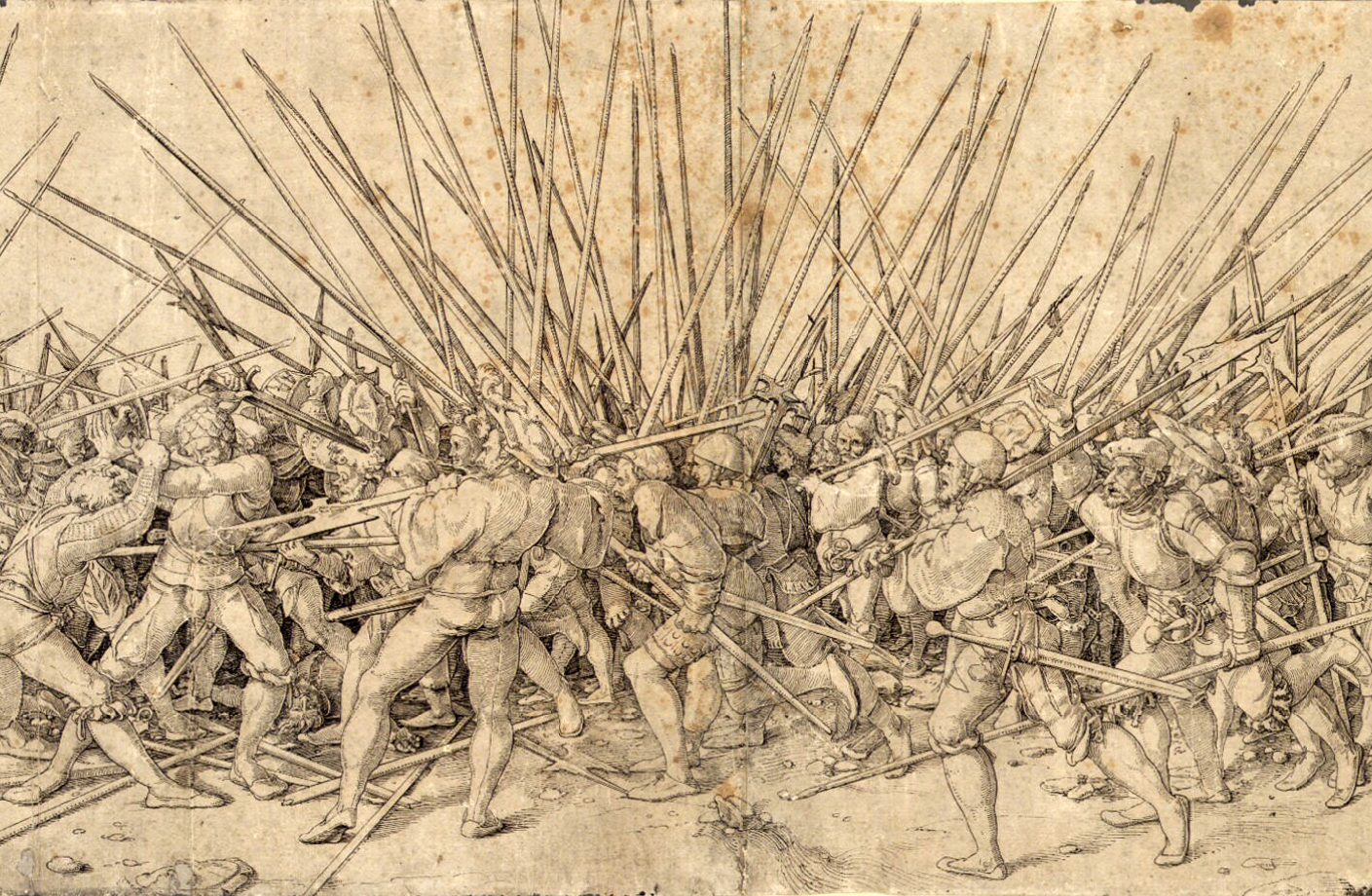
Combattimento tra picchieri in un'incisione di Hans Holbein il Giovane.

Nel XV secolo le tattiche di fanteria furono definitivamente rivoluzionate dall'adozione da parte delle forze svizzere della picca; nel corso delle guerre condotte dagli svizzeri contro gli Asburgo per la propria indipendenza era emersa la scarsa efficacia di armi in asta più corte, come l'alabarda, nel respingere la cavalleria. Il rimedio adottato fu l'introduzione della picca come arma principale della fanteria, utilizzata prima in maniera difensiva nella classica formazione a falange, poi, in seguito all'adozione di tattiche più perfezionate, anche in funzione offensiva; a questo scopo l'arma veniva tenuta orizzontalmente a livello del petto, impugnandola a metà della propria lunghezza (tale tecnica di maneggio venne detta schweizer Stoss). Tuttavia la principale novità consistette soprattutto nell'introduzione, a supporto delle picche, di formazioni dotate di archibugi poste ai fianchi, con il compito di coprire le formazioni principali di picchieri e supportarle con un tiro di disturbo e preparazione.

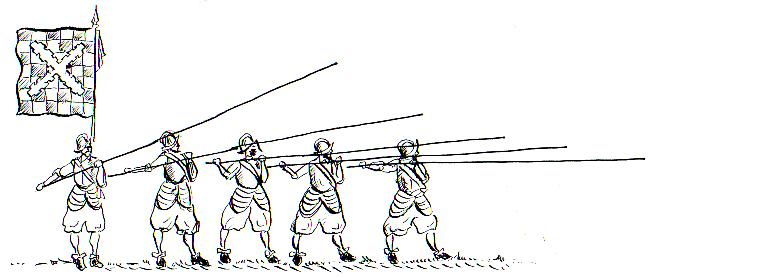
Metodo di impiego della picca in combattimento

Le tattiche svizzere si rivelarono vincenti, e ricevettero la loro consacrazione nei vittoriosi tentativi di respingere gli attacchi portati al territorio elvetico da parte del duca di Borgogna Carlo il Temerario: egli fu sconfitto duramente nelle battaglie di Grandson, Morat e Nancy, durante il biennio 1476-1477.
La crescente popolarità degli svizzeri e del loro stile di combattimento portarono a una massiccia richiesta da parte delle potenze europee di mercenari, con il risultato che le tecniche svizzere si diffusero presto in tutta Europa. Inoltre, come tentativo di creare un'alternativa alle forze svizzere, si formarono nell'Impero corpi di lanzichenecchi, che utilizzavano tattiche analoghe a quelle svizzere e che ben presto segnarono con la loro presenza i campi di battaglia (da notare che i lanzichenecchi impiegavano una diversa tecnica per impugnare la picca rispetto agli svizzeri, detta deutschen Stoss, in cui l'asta era tenuta nel terzo inferiore).
La diffusione della picca portò presto, durante la Guerra sveva e le Guerre d'Italia, a scontri tra diverse formazioni di picchieri, che si risolvevano spesso in una lotta per raggiungere i nemici con le proprie armi e portarono al massimo allungamento delle picche, che raggiunsero anche i 7 metri. Nella prima metà del XVI secolo gli svizzeri persero il loro predominio, a causa delle crescenti perdite dovute alla sempre presente vulnerabilità all'artiglieria, ora più che mai significativa per il moltiplicarsi delle armi da fuoco nei campi di battaglia, e al conseguente declino della qualità della fanteria. In particolare due eventi sancirono la fine del cosiddetto "periodo svizzero": la battaglia della Bicocca del 1522 e la battaglia di Pavia del 1525.

### La convivenza con le prime armi da fuoco

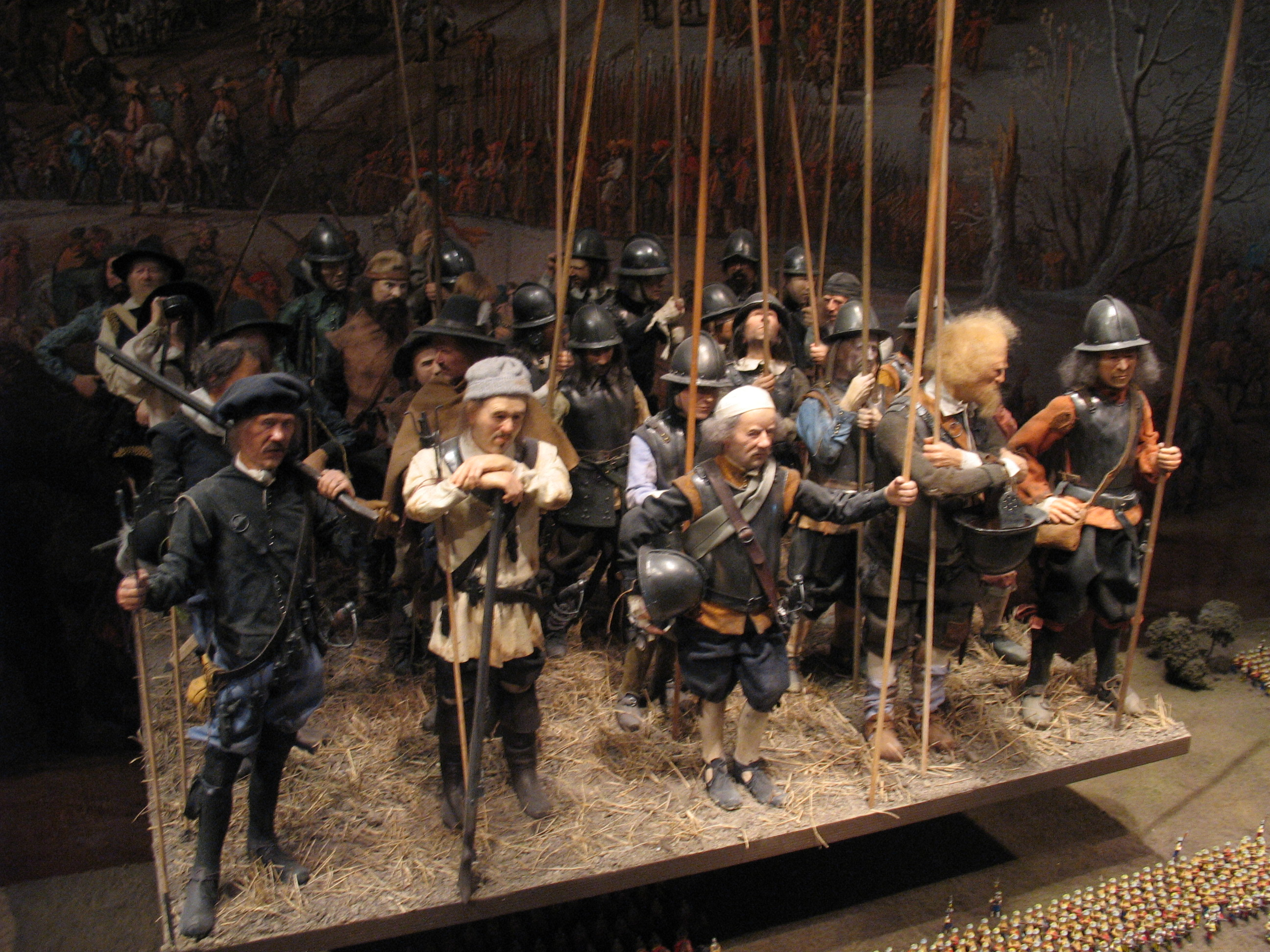
Modello raffigurante una sezione di una formazione "picca e moschetto", al Museo delle Forze Armate di Stoccolma

Dalla metà del XVI secolo alla metà del XVII secolo si ebbe quel periodo che viene definito "pike and shot", ovvero "picca e moschetto", il cui nome deriva dalle tipiche tattiche impiegate sul campi di battaglia.
La crescente importanza delle armi da fuoco portò all'adozione di formazioni miste, formate da picchieri, con il compito di respingere la cavalleria e tenere a distanza il nemico, e da moschettieri, incaricati di fornire il massimo volume di fuoco; la tipica formazione impiegata fu il tercio di origine spagnola, costituito da un blocco di picchieri circondato da moschettieri. Questa formazione, più piccola delle grosse colonne o falangi degli svizzeri e dei lanzichenecchi, si rivelò più flessibile e condizionò le tattiche dei principali eserciti dell'epoca.
Anche in questo caso le formazioni di picchieri rivelarono tuttavia dei limiti, dovuti alla rigidità e allo scarso volume di fuoco assicurato dall'aliquota di moschettieri presenti; le tattiche lineari introdotte da Maurizio di Nassau alla fine del XVI secolo, perfezionate dal re di Svezia Gustavo Adolfo e applicate con successo durante la Guerra dei trent'anni portarono al declino anche il tercio spagnolo.

### Il declino e l'abbandono
Nonostante l'uso della picca fosse in declino già a partire dalla Guerra dei trent'anni, il fattore che ne causò il definitivo abbandono fu l'invenzione della baionetta alla metà del XVII secolo: con la baionetta, infatti, veniva data al moschettiere la possibilità di difendersi senza necessità di truppe di supporto dotate di armi bianche.
Nel corso della seconda metà del XVIII secolo la picca venne abbandonata in tutta l'Europa occidentale, rimanendo solo nei teatri di guerra orientali (Svezia e Russia) un'arma diffusa fino al 1720 circa. Da quel momento in poi la picca sarebbe stata solo un'arma utilizzata per funzioni cerimoniali, come arma d'abbordaggio (mezza picca) o come misura disperata da parte di ribelli che non potevano accedere ad armi da fuoco.
Nel tardo Settecento varie armate rivoluzionarie, soprattutto all'inizio delle insurrezioni quando scarseggiavano fucili e munizioni, ricorsero alle picche; in particolare la picca fu adottata dai rivoluzionari francesi (venendo associata a sanculotti e giacobini, sia nel fronte interno sia in alcune battaglie), anche perché richiedeva un addestramento più ridotto e semplificato rispetto al fucile e alla baionetta, permettendo di vincere all'assalto invece che con le tattiche di logoramento tipiche della guerra del XVIII secolo. In Europa l'ultima battaglia vinta da picchieri (insorti polacchi) contro i fucilieri (russi) fu la battaglia di Racławice. Un ulteriore uso della picca (e di altre armi ad asta), protrattosi fino agli anni trenta del XIX secolo, si ebbe in America meridionale, in particolare negli eserciti rivoluzionari di Simón Bolívar e di altri rivoluzionari indipendentisti.

## Caratteristiche
Ciò che distingue nettamente la picca dalle altre armi bianche e armi in asta è indubbiamente la sua lunghezza, che normalmente varia tra 3 e 5 metri, fino a raggiungere in alcuni casi 6 o 7 metri. Una tale lunghezza rendeva necessario l'uso di un legno piuttosto forte e robusto per l'asta, che generalmente era ricavata da frassino ben stagionato; l'asta veniva inoltre rastremata verso la punta, in modo da prevenirne la curvatura nella parte terminale, che era comunque impossibile da eliminare completamente e rimase sempre una caratteristica delle picche, specialmente quelle di maggior lunghezza. Come ulteriore rinforzo alla struttura, venivano spesso aggiunte nella parte terminale dell'asta dei rinforzi metallici, detti "guance".

## Impiego e tattiche
Le modalità di impiego della picca erano fortemente influenzate dalla sua lunghezza; la picca infatti era pressoché inutilizzabile in un corpo a corpo, per cui gli uomini armati di picca spesso potevano essere equipaggiati anche di altre armi bianche per lo scontro ravvicinato; raramente veniva portato anche uno scudo di piccole dimensioni per la difesa personale.
Achille Marozzo nel suo trattato di scherma propone comunque tecniche di picca da usare in caso di duello tra due singoli, con tecniche differenti a quelle utilizzate tra due schieramenti.
La modalità naturale di impiego della picca consisteva nel presentare al nemico una selva appuntita di armi che lo teneva a distanza; tipicamente veniva assunta una formazione chiusa, a "riccio", spesso in cerchio o in quadrato in modo da presentare le armi su tutti i lati. Questa tattica basilare risultava efficace specialmente se a impiegare le picche erano truppe non addestrate, come ribelli o milizie, che semplicemente puntavano l'arma verso il nemico e rimanevano in posizione stazionaria, riuscendo a respingere anche cariche di cavalleria.
Truppe addestrate potevano impiegare la picca anche in azioni offensive, come dimostrarono nel Rinascimento gli svizzeri; in tal caso le truppe assumevano una formazione chiusa, in cui le prime quattro o cinque file puntavano le proprie armi contro il nemico, mentre le successive tenevano le proprie armi alzate, pronte a riempire i vuoti dovuti alle perdite; una tale formazione avanzava minacciosamente a picche spianate e dove le picche tenute verticalmente erano più fitte garantiva anche una certa protezione dal lancio di frecce.
Le formazioni impiegate avevano tuttavia alcuni gravi svantaggi: la formazione offensiva a falange, pur presentando un muro di picche quasi impenetrabile sul fronte, era molto vulnerabile sui fianchi e sul retro; un attacco sferrato in questi punti poteva portare facilmente alla rottura della formazione, in seguito alla quale i picchieri perdevano ogni efficacia. Inoltre l'assoluta necessità di impiegare formazioni chiuse portava a una estrema vulnerabilità nei confronti delle armi da fuoco e delle artiglierie in genere, che potevano facilmente concentrare il fuoco su queste grosse e lente formazioni causando perdite molto gravi.

## Araldica
In araldica la picca compare quasi esclusivamente con il solo ferro della punta.

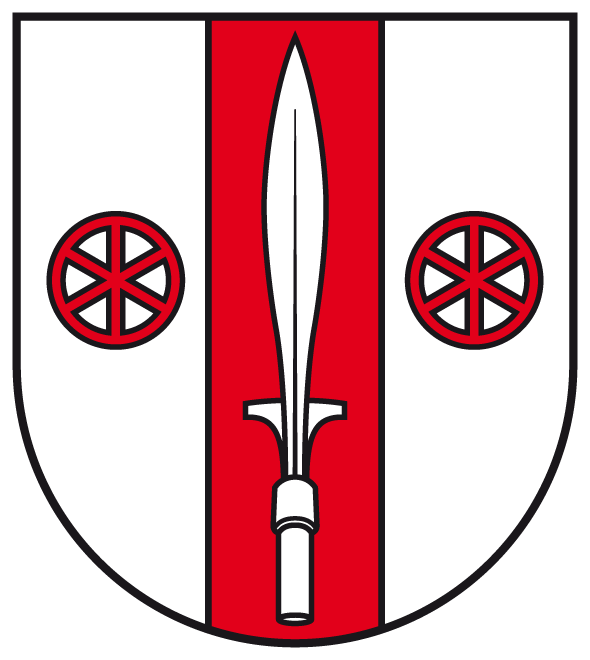
d'argento, al palo di rosso caricato da un ferro di picca d'argento, accostato da due ruote di rosso